# Potzundareo
Potzundareo är en ort i Mexiko.   Den ligger i kommunen Santa Ana Maya och delstaten Michoacán de Ocampo, i den centrala delen av landet, 220 km väster om huvudstaden Mexico City. Potzundareo ligger 1 841 meter över havet och antalet invånare är 287.
Terrängen runt Potzundareo är kuperad åt nordväst, men åt sydost är den platt. Runt Potzundareo är det ganska tätbefolkat, med 166 invånare per kvadratkilometer. Närmaste större samhälle är Uriangato, 10,5 km nordväst om Potzundareo. I omgivningarna runt Potzundareo växer huvudsakligen savannskog.